# オロイテス
オロイテス（Oroites、ギリシア語: Οροίτης、生没年不詳）はアケメネス朝ペルシアの紀元前6世紀のサルディス太守である。

## 概要
オロイテスはペルシア王キュロス2世によってサルディス太守に任じられた。その後、ダスキュレイオン太守ミトロバテスに「お前は任地の目と鼻の先のサモス島さえ征服できないのか」と馬鹿にされたため、あるいはサモスの僭主ポリュクラテスがオロイテスからの使者をぞんざいに扱ったため、オロイテスはポリュクラテスを殺してサモスを得ようとした。
カンビュセス2世の治世の紀元前522年にオロイテスはポリュクラテスを騙して呼び寄せて殺してその遺体を磔刑にし、さらにマゴス（スメルディス）の治世が終わった頃（紀元前522年）にはミトロバテスを彼の一族もろとも皆殺しにした。その後オロイテスはフリュギア、イオニア、リュディアを手中に収めて大勢力を誇ったが、ミトロバテス殺害をはじめとしたオロイテスの悪行を苦々しく思っていたダレイオス1世はオロイテスを殺すべく家臣の一人バガイオスをサルディスに派遣し、バガイオスはダレイオスの名の下にオロイテスの親衛隊を味方につけ、彼を殺させた。

## 註
1. ↑  ヘロドトス, III. 120-121
2. ↑  ヘロドトス, III. 122-126
3. ↑  ヘロドトス, III. 127-128